# The Kreutzer Sonata
The Kreutzer Sonata is een Amerikaanse dramafilm uit 2008, geregisseerd en mede geschreven door Bernard Rose. De film is gebaseerd op de novelle De Kreutzersonate uit 1889 van Lev Tolstoj.

## Rolverdeling
| Acteur          | Personage |
| --------------- | --------- |
| Danny Huston    | Edgar     |
| Elisabeth Röhm  | Abigail   |
| Anjelica Huston | Elinore   |

## Productie
De Kreutzersonate is de naam die gewoonlijk wordt gegeven aan Ludwig van Beethovens Vioolsonate nr. 9 in A-groot. Regisseur Bernard Rose had eerder Immortal Beloved geregisseerd, een film over het leven van Beethoven, waarin een grote (en cruciale) scène voorkomt met een uitvoering van Beethovens Kreutzersonate.

## Release
De film ging in première op 20 juni 2008 op het Internationaal filmfestival van Edinburgh. De film werd op 12 maart 2010 uitgebracht in het Verenigd Koninkrijk.

## Ontvangst
Op Rotten Tomatoes heeft The Kreutzer Sonata een waarde van 56% en een gemiddelde score van 5,40/10, gebaseerd op 18 recensies.